# Alessandro Trabucchi
Alessandro Trabucchi, italijanski general, * 5. december 1892, † 29. november 1982.